# Shangombo (Distrikt)

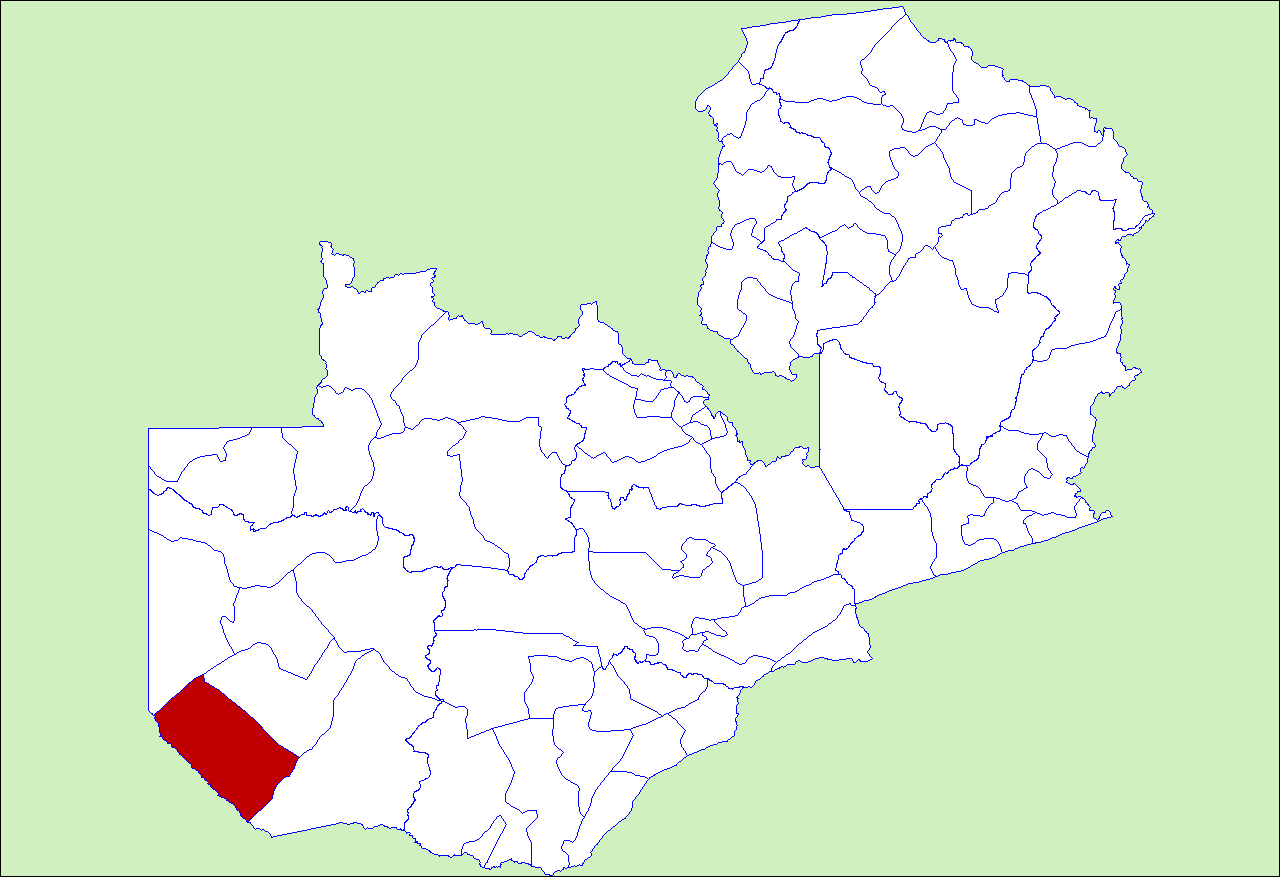
Der Distrikt Shangombo vor der Abspaltung von Sioma 2013

Shangombo ist einer von 16 Distrikten in der Westprovinz in Sambia. Er hat eine Fläche von 7760 km² und es leben 73.822 Menschen in ihm (2022). Verwaltungssitz ist der Ort Shangombo.

## Geografie
Der Distrikt grenzt im Süden an den Distrikt Sioma, im Norden an den Distrikt Kalabo, im Osten an den Distrikt Senanga und im Westen an Angola. Der Distrikt liegt zwischen zwei großen Flüssen, dem Sambesi und dem Cuando auf der angolanischen Seite.

## Geschichte
Während des angolanischen Bürgerkriegs war das Gebiet aufgrund von Waffenschmuggel unsicher und der Konflikt weitete sich gelegentlich auf Sambia aus, wo Dorfbewohner von Kombattanten getötet wurden. Eine große Anzahl angolanischer Flüchtlinge wurde in UNHCR-Lagern im Distrikt untergebracht. Das größte war das Nangweshi-Lager in der Nähe des Sambesi, das im Jahr 2000 für 15.000 Flüchtlinge eingerichtet wurde. 2003 beherbergte der Distrikt etwa 26.000 Flüchtlinge. Um die Versorgung der Nangweshi-Lager von Mongu aus zu unterstützen, spendete Luciano Pavarotti 2003 über das UNHCR aus den Einnahmen seiner Benefizkonzerte eine neue Fähre in Kalongola, die zu Ehren seines Vaters den Namen Fernando Pavarotti erhielt.
Im Jahr 2013 wurde der Distrikt Sioma vom damaligen Präsidenten Michael Sata vom Distrikt Shangombo abgespalten.

## Infrastruktur
Der Distrikt nahm 2004 aus Steuern auf Verkäufe von Fisch und Vieh zwar 25 Millionen Kwacha pro Monat ein, zahlte aber neun Monate lang keine Löhne. Die Landwirtschaft im Distrikt muss sich noch immer von den Folgen des Bürgerkrieges in Angola erholen. Die Erträge von Mais und Hirse in den Auen decken nicht den Eigenbedarf. Dieser Distrikt ist ausgesprochen anfällig für Dürren. Wie in prähistorischer Zeit überleben die Menschen Hungersnöte durch den Verzehr von Wasserlilien. In den Gegenden Mulamba-Sijembela, Sioma-Ngweizi-Nationalpark und Nangweshi/Mashika liegen 2005 noch immer Landminen vergraben, also im Weidegürtel des Distrikts.
Shangombo ist geprägt von Kalaharivegetation.